# Запис Станојевића крушка (Течић)
Запис Станојевића крушка (Течић) се налази на парцели чији је власник Станојевић Миомир и Милан.

## Локација
| Општина             | Рековац                                                                     |
| Катастарска општина | Течић                                                                       |
| Потес               | Бајић                                                                       |
| Координате          | 43° 49′ 18″ С; 21° 06′ 49″ И / 43.821800000000003° С; 21.113600000000002° И |
| Надморска висина    | 308m                                                                        |

## Карактеристике
Дендрометријске вредности утврђене на терену и сателитским снимцима:
| Стабло                     | Крушка |
| Висина стабла              | m      |
| Обим дебла                 | m      |
| Пречник крошње             | 3m     |
| Пречник дебла              | m      |
| Висина дебла до прве гране | m      |

## База записа
Запис је у оквиру Викимедија пројекта "Запис - Свето дрво" заведен под редним бројем 1245.